# Jacob Zuma
Jacob Gedleyihlekisa Zuma (Nkandla, 12. travnja 1942.) je južnoafrički političar, četvrti predsjednik Južnoafričke Republike od 2009. do 2018. Također obnašao i funkciju predsjednika stranke Afrički nacionalni kongres (ANC).
Jacob Zuma ima 20 djece i imao je sve ukupno pet supruga. Prva supruga mu je Gertrude Sizakele Khumalo, koju je oženio 1973. godine, te je s njom je još u braku. Druga mu je supruga bila Kate Zuma, kojom se je oženio 1976., a umrla je 2000. godine. Sa svojom trećom suprugom, Nkosazana Dlamini bio je u braku od 1982. do 1998. godine, kada su se rastavili. Dlamini je inače od 1994. do 2009. obnašala dužnosti ministrice zdravstva (1994-1999), vanjskih poslova (1999.-2009.) i unutarnjih poslova (2009.-2012.), te Predsjedateljice Komisije Afričke Unije (2012.-2017.), a smatra se i Zuminom preferiranom nasljednicom na mjestu Predsjednika Južnoafričke Republike nakon što joj bivšem suprugu 2019. istekne drugi predsjednički mandat. Nadalje svoju četvrtu suprugu, Nompumelelo Ntuli, Zuma je oženio 2008. godine, a petu,  Thobeka Mabhija, 2010. godine.
Podnio je ostavku na predsjedničku dužnost 14. veljače 2018.
U rujnu 2021. godine južnoafrički Ustavni sud oštro je odbacio tužbu bivšeg predsjednika Jacoba Zume za poništenje njegove presude kojom je osuđen na 15 mjeseci zatvora zbog nepoštivanja pravde.

## Vanjske poveznice
|  | Zajednički poslužitelj ima još gradiva o temi Jacob Zuma |

- Biografija